# 世界あっぱれ最強祭!!

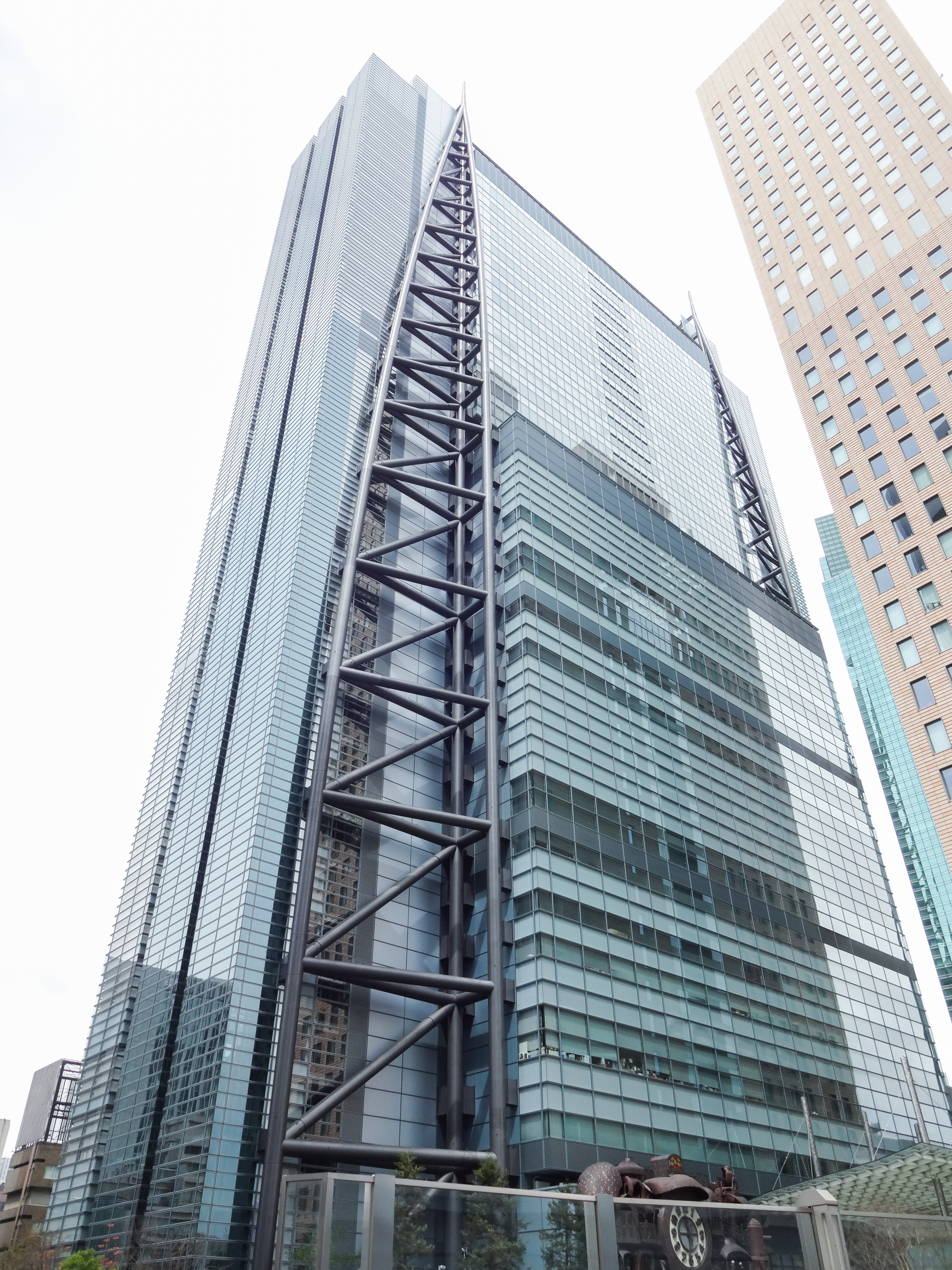
一部で生放送が行われた日本テレビ本社

正月早々何かが起こる世界あっぱれ最強祭!!生ですべてが決着SPは、前回と同様に、ウッチャンナンチャンとモーニング娘。がメインで務めた日テレの2004年の元日の特別番組である。放送時間は10:00 - 15:50（JST）。

## 番組概要
- 「平成あっぱれテレビ」から引き継いだ「ウンナンVSモー娘。激突視聴率サバイバル生でハッスル挑戦TV」であったが、2003年に起きた安藤正臣プロデューサーによる視聴率不正操作問題にて、安藤が同番組に関わっていた事から、内容はあまり変えず、タイトルだけを変え、放送した。
- メインのスタジオとなる日本テレビのGスタジオと汐留の日本テレビと富士山のふもと（企画は後で述べる）との3元中継で放送された。
- この番組の後、「平成あっぱれ開運祭!!チョー縁起いいTV!」へと日本テレビの元旦の特番は受け継がれた。

## 出演者
- ウッチャンナンチャン
- モーニング娘。
- 後藤真希
- 松浦亜弥
- 河村亮（日本テレビアナウンサー）
- キャイ〜ン
- さまぁ〜ず
- 鈴木崇司（日本テレビアナウンサー）※大脱出の司会として出演。
- 勝俣州和※大脱出のゲストとして出演。
- 石田純一※同上
- さとう珠緒※同上
- 山川恵理佳※同上

他、スタジオのゲストなど…

## 番組内容

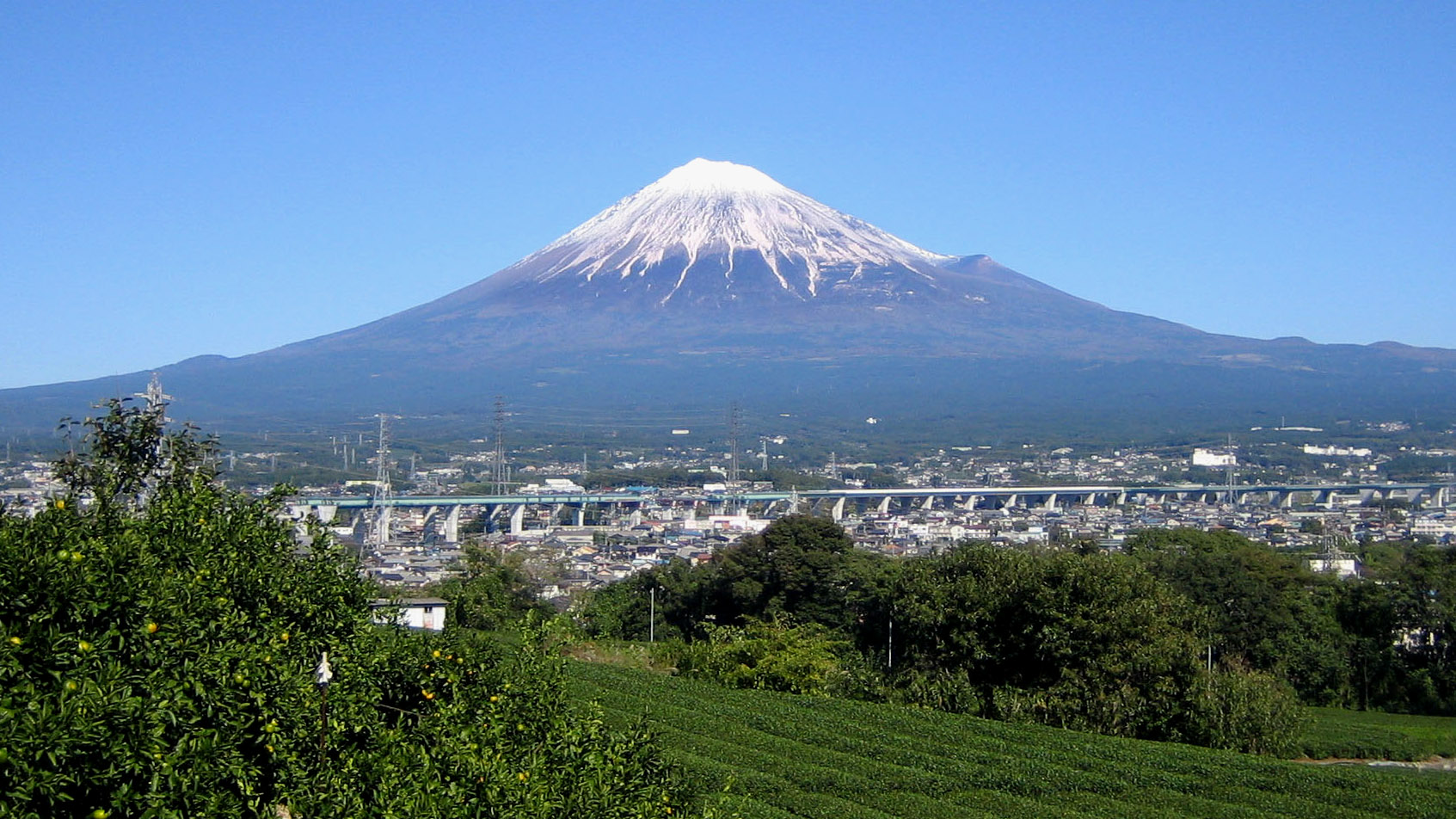
松浦亜弥の「炎の大脱出」が行われた富士山

- 松浦亜弥が扮するプリンセス☆アヤヤが富士山のふもとでの炎の大脱出に挑戦
かつて「ビートたけしのお笑いウルトラクイズ」で行われた「たけし十番勝負!!命がけデビルタワー炎上爆破たけし大脱出」とほぼ同様の企画。
- 芸能界柔道王決定戦
- 身代わりダイビングクイズ
- 腕相撲王決定戦
- 愛犬王決定戦
- フラフープ世界記録に挑戦
- おめでたビデオ
芸能人が正月に使う言葉でダジャレをするというVTRもの。
- プロ野球選手によるチャレンジ企画

## スタッフ
- 構成/豊村剛、中井まろやか ほか
- 演出/納富隆治、高谷和男
- 総合演出/加藤幸二郎
- プロデューサー/財津功
- チーフプロデューサー/吉川圭三